# Georges Gastaud
Georges Gastaud, född 1951, är en fransk filosofiprofessor, syndikalist och kommunist.
Sedan 2004 är han generalsekreterare för Pôle de Renaissance Communiste en France och redaktör för dess tidning Initiative communiste. Gastaud är även en motståndare mot anglicismer i det franska språket. Han förespråkar även att Frankrike ska lämna EU, NATO och internationella ekonomiska organisationer. Han har författat ett flertal filosofiska arbeten i marxistisk tradition.